# Elskovs Tornevej
Elskovs Tornevej er en dansk stumfilm fra 1915, der er instrueret af Gunnar Helsengreen.

## Handling
Denne artikel mangler et handlingsreferat. Hjælp os med at skrive det.

## Medvirkende
- Carl Hillebrandt - Hans, en ung mejerist
- Jenny Roelsgaard - Jenny, tjenestepige, Hans' kæreste
- Peter Nielsen - Godsejer Juhl
- Elisabeth Stub - Margaretha, Juhls datter
- Aage Schmidt - Løjtnant Spang, Margarethas fætter